# Antonín Bečvář
Antonín Bečvář (10. června 1901 Stará Boleslav – 10. ledna 1965, Brandýs nad Labem) byl český astronom, fotograf a klimatolog. Vydal astronomický atlas – Atlas Coeli Skalnaté Pleso. Dlouhou dobu působil na Slovensku.

## Život

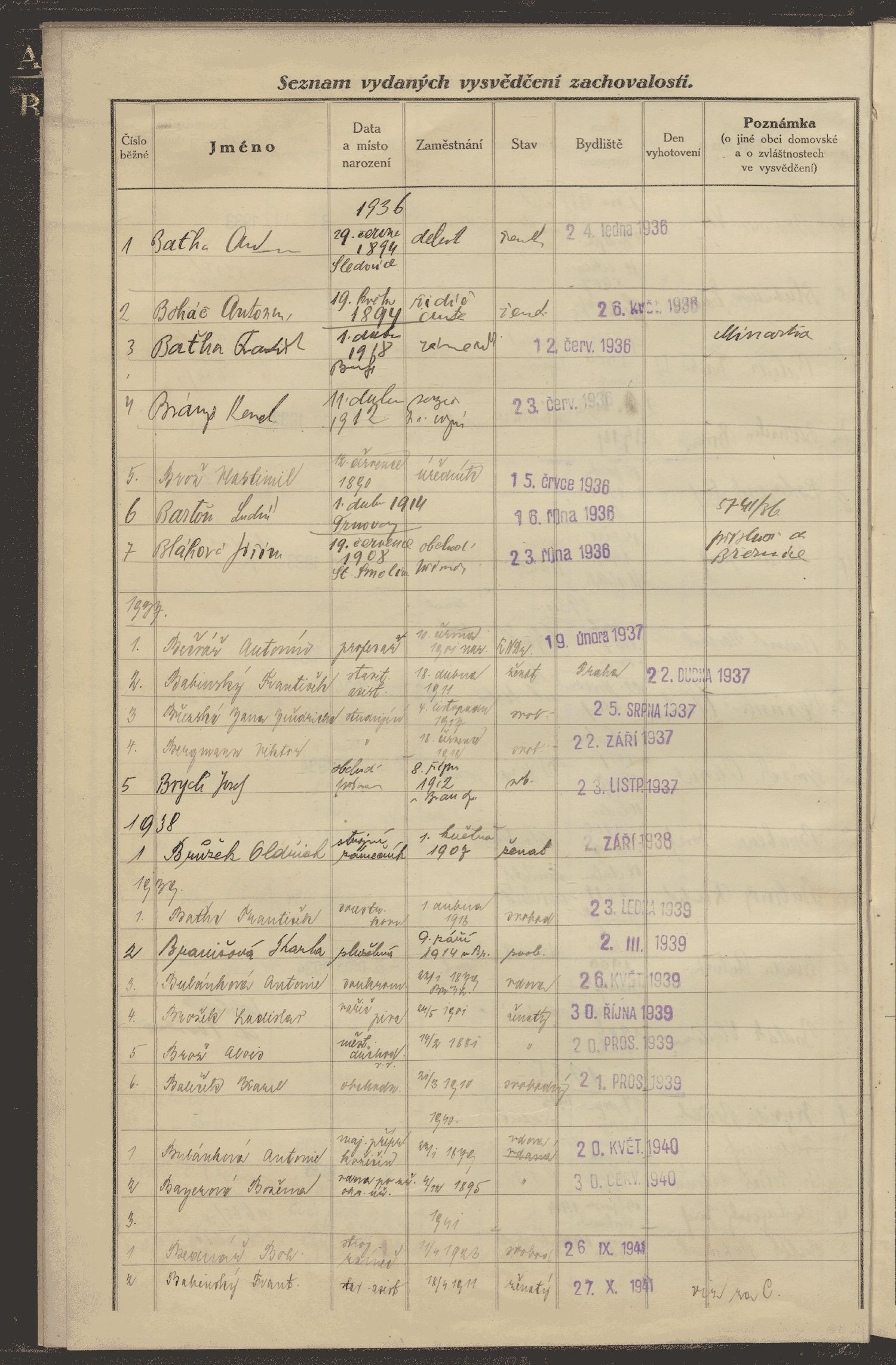
Antonín Bečvář, potvrzení o trestní bezúhonnosti 1937 (SOkA Praha-venkov)

Narodil se v rodině Josefa Bečváře mistra obuvnického a Kateřiny rozené Martinovská. Navštěvoval Reálné gymnázium v Brandýse nad Labem, kde byla na jeho počest založena Přírodovědná společnost dr. Antonína Bečváře.
Poté studoval na Přírodovědecké fakultě Univerzity Karlovy v Praze, kde získal titul Doktor přírodních věd. Svá studia dokončil hlavní rigorózní zkouškou z meteorologie s klimatologií a kosmické fyziky, vedlejší zkouškou z astronomie a disertační prací: Soustavy mraků a krátkodobá prognosa povětrnosti v Čechách, v roce 1934.
V Brandýse začala jeho dráha amatérského astronoma, když zde vybudoval svou první hvězdárnu v letech 1925–1927. Svou prací se stal brzy známým, takže již v roce 1937 dostal místo státního klimatologa ve Státních lázních na Štrbském Plese. Zde vybudoval svou druhou hvězdárnu na terase hotelu, kde prováděl několik let svá měření.
Po Mnichovské dohodě v roce 1938 musela být Československá astrofyzikální observatoř ve Staré Ďale (dnes Hurbanovo) na Slovensku zrušena. Tehdy Bečvář velmi úspěšně zapůsobil na slovenskou vládu a prosadil, aby výkonný reflektor o průměru 600 mm byl převezen na nové místo na Skalnaté pleso, kde v letech 1941–1943 inicioval výstavbu nové observatoře na Skalnatém plese a byl jejím prvním ředitelem (1943–1950). Ta se stala jedinou vysokohorskou observatoří v pozdějším Československu a byla jednou z nejvýše položených hvězdáren v Evropě. Antonín Bečvář tu založil tradici výzkumu Slunce a meziplanetární hmoty.
Už od vzniku Přírodovědecké fakulty Slovenské univerzity v Bratislavě přednášel astronomii. Roku 1944 se stal přednostou nově zřízeného Astronomického ústavu a vedl ho až do roku 1952, když se stal ústav součástí Katedry astronomie, geofyziky a meteorologie, kterou vedl prof. Mikuláš Konček.
Po celou dobu svého pobytu v Tatrách se zabýval fotografováním a studiem mraků. Antonín Bečvář byl člověk se širokým spektrem zájmů. Kromě astronomie se věnoval meteorologii, rád fotografoval, hrál velmi dobře na klavír a housle a v neposlední řadě byl náruživým turistou a obdivovatelem hor.
V roce 1951 byl vědec z observatoře na Skalnatém plese propuštěn. Vrátil se zpět do Brandýsa nad Labem, opravil si hvězdárnu a započal práci na dalších hvězdných atlasech.
10. ledna 1965 Antonín Bečvář v Brandýse nad Labem zemřel. Tehdy prof. Zdeněk Kopal, astronom českého původu, v nekrologu pro magazín Nature napsal: „Smrtí dr. Antonína Bečváře ztratili českoslovenští astronomové jednoho ze svých nejvýznamnějších kolegů a svět nejdůležitějšího přispěvatele astronomické kartografii všech dob.“

### 100. výročí narození
Ke 100. výročí narození připravila v roce 2001 Historická sekce České astronomické společnosti několik akcí připomínající tuto významnou osobu české astronomie. Především se uskutečnily tři výstavy (Stará Lesná – Slovensko, Brandýs nad Labem, Národní technické muzeum). Dále proběhly přednášky v prostorách Štefánikovy hvězdárny v Praze, semináře ve Staré Lesné, odhalení dvou pamětních desek (na Skalnatém plese a v Brandýse nad Labem) a oslavy v reprezentačních prostorách Zámku Brandýs n. L.
Vyšla také monografie Antonín Bečvář – astronom, který miloval mraky, kterou napsal Štěpán Ivan Kovář, bývalý předseda České astronomické společnosti.
Předloženým sborníkem tak splácíme velký dluh, který pociťujeme všichni, kdož jsme sami prožili větší část svých životů v pohnutém XX. století, vůči osobnosti, která se vskutku výjimečně zasloužila o dobré jméno naší astronomie doma i v cizině.

Jiří Grygar

### Pocty
- Mezinárodní astronomická unie na jeho památku nazvala v roce 1970 jeden z kráterů na odvrácené straně Měsíce – Bečvář[5]
- Planetka č. 4567, objevená na Kleti, byla roku 1993 nazvaná Bečvář
- Cena Františka Nušla

## Dílo
Antonín Bečvář se zasloužil o vybudování tří hvězdáren, ve kterých vykonal velké množství pozorování sluneční fotosféry, komet a meteoritů. Objevil komety 1942 IV a 1947 III, vedl pozorování meteorického roje Ursidy.
Je autorem mnoha prací z meteorické astronomie a hydrologie, filmů o vývoji oblaků, obrázkových publikací Vysoké Tatry a Atlas horských mraků (vyšel tři roky předtím, než Světová meteorologická organizace klasifikovala oblaka) tím je také Bečvář je považován za průkopníka československé meteorologické fotografie.
Jeho nejvýznamnějším dílem se staly čtyři velké astronomické atlasy vycházející z originální koncepce: Atlas Coeli Skalnaté Pleso s katalogem, Atlas Eclipticalis, Atlas Borealis a Atlas Australis. Byla to nejmodernější díla svého druhu, která vyšla i v zahraničí. Stala se základní pomůckou hvězdáren na celém světě a používají se dodnes.

### Hvězdárny
- V Brandýse nad Labem – 1927
- Na terase hotelu na Štrbském plese – 1937
- Na Skalnatém plese – 1943

### Próza
- Jediné léto – Praha: Vesmír, 1940

### Spisy
- Úvod do lekárskej klimatologie: prednášky prednesené na klimatologickom kurze Štátného zdravotne sociálného ústavu na Štrbskom Plese v dňoch 25.–27. novembera 1943 – Antonín Bečvář, Mikuláš Konček. Liptovský Svätý Mikuláš, Bratov Rázusovcov, 1944
- První cesta ke hvězdám – Praha: SNDK, 1955

### Astronomické atlasy
- Atlas Coeli: Skalnaté pleso – Praha: Československá společnost astronomická, 1948
- Atlas Eclipticalis – Praha: ČSAV, 1958
- Atlas Borealis – Praha: ČSAV, 1962
- Atlas Australis – Praha: ČSAV, 1964

### Fotografie
- Vysoké Tatry – Turčiansky Svätý Martin: Matica slovenská, 1948
- Zrcadlo kosmu – Praha: Za svobodu, 1952
- Atlas horských mraků – A. Bečvář, B. Šimák. Praha: Přírodovědecké vydavatelství, 1953